# Lillhamrasjön
Lillhamrasjön är en sjö i Ljusdals kommun inom landskapet Dalarna och ingår i Ljusnans huvudavrinningsområde. Sjön är 8,2 meter djup, har en yta på 1,609 kvadratkilometer och är belägen 300 meter över havet. Lillhamrasjön avrinner närmast nedströms Storhamrasjön med Håvaån till Voxnan.